# Frank Hatton
Frank Hatton (Cambridge, 28 aprile 1846 – Washington, 30 aprile 1894) è stato un politico statunitense.

## Biografia
Fu il trentaduesimo direttore generale delle poste degli Stati Uniti sotto il presidente degli Stati Uniti Chester A. Arthur (ventunesimo presidente).
Nato nello Stato dell'Ohio lavorò nel settore del giornalismo a Burlington. Dopo la sua parentesi politica lavorò per Chicago Mail, New York Press e Washington Post. Alla sua morte il corpo venne sepolto al Rock Creek Cemetery.